# Cycas aculeata
Espèce
Statut de conservation UICN

 VU D2 : Vulnérable
Statut CITES
Cycas aculeata est une espèce de Cycadales native du Viêt Nam connue dans un seul site sur le versant sud de la chaîne de montagnes au col de Hai Van, Phu zone de Loc, province de Thua Thien Hue, Viêt Nam.
Il ne reste aujourd'hui qu'une population de moins de 2 500 individus adultes de cette espèce qui est vulnérable.

## Description
Cycas aculeata a un tronc souterrain d'un diamètre de 15 à 18 cm, qui porte 6 à 23 feuilles.
Les feuilles font 1,80 à 2,50 m de long, avec 100-150 folioles et plusieurs épines basales ; elles sont d'un vert foncé brillant, mais couvertes de pubescence orange qui disparait rapidement.
Les folioles font 35 à 52 cm de long et 13 à 19 mm de large, et les épines basales[pas clair].